# Ягідна печера
Ягідна (рос. Ягодная) — печера на Алтаї, Республіка Алтай, Росія.  Загальна протяжність — 71 м. Глибина печери — N/A м, амплітуда висот — 3 м; загальна площа — N/A м²; об'єм — N/A м³.  Печера відноситься до Західноалтайської області Алтайської провінції Алтай-Саянської спелеологічної країни. Кадастровий номер 5118/8430-1Z.